# Camallarga negre
El camallarga negre (Himantopus novaezelandiae) és una espècie d'ocell de la família dels recurviròstrids (Recurvirostridae) que habitava aiguamolls i pantans de les illes del Nord i del Sud de Nova Zelanda, si bé únicament sobreviu a la segona.